# Ravanusa

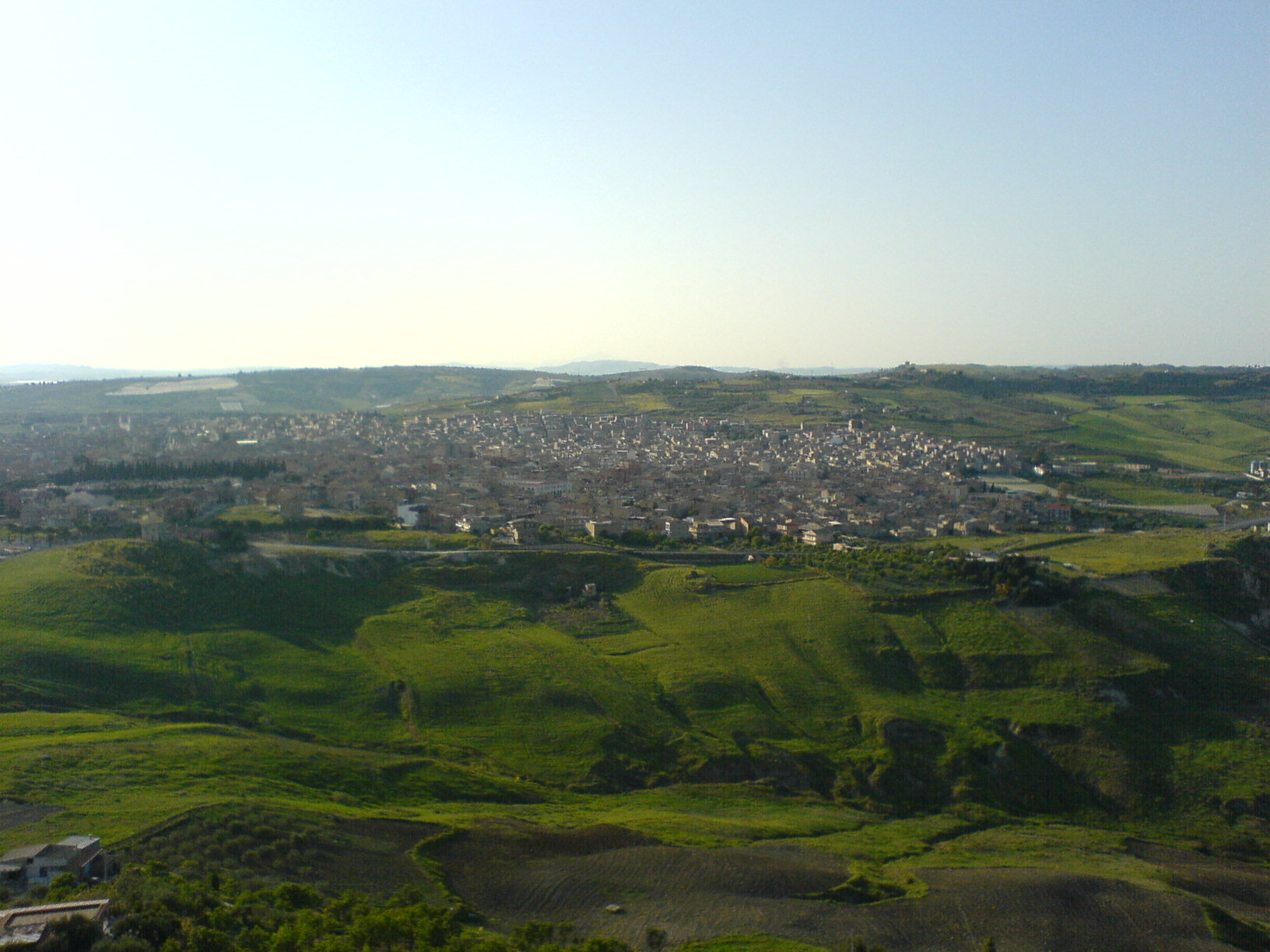
Ravanusa

Ravanusa is een gemeente in de Italiaanse provincie Agrigento (regio Sicilië) en telt 13.695 inwoners (31-12-2004). De oppervlakte bedraagt 49,6 km², de bevolkingsdichtheid is 276 inwoners per km².

## Demografie
Ravanusa telt ongeveer 4851 huishoudens. Het aantal inwoners daalde in de periode 1991-2001 met 13,8% volgens cijfers uit de tienjaarlijkse volkstellingen van ISTAT.
| Jaar | Inwoneraantal |
| ---- | ------------- |
| 1991 | 16.369        |
| 2001 | 14.115        |

## Geografie
De gemeente ligt op ongeveer 320 m boven zeeniveau.
Ravanusa grenst aan de volgende gemeenten: Butera (CL), Campobello di Licata, Licata, Mazzarino (CL), Naro, Riesi (CL), Sommatino (CL).